# Kolárovo
Kolárovo (in ungherese Gúta) è una città della Slovacchia facente parte del distretto di Komárno, nella regione di Nitra.